# Stazione meteorologica di Pomarance Larderello
La stazione meteorologica di Pomarance Larderello è la stazione meteorologica di riferimento per la località di Larderello, nel territorio comunale di Pomarance.

## Caratteristiche
La stazione meteorologica, si trova nell'Italia centrale, in provincia di Pisa, nel comune di Pomarance, in località Larderello, a 400 metri s.l.m. e alle coordinate geografiche 43°14′N 10°53′E . I suoi dati vengono trasmessi anche al servizio idrologico regionale.

## Dati climatologici
La media trentennale 1961-1990 indica una temperatura media del mese più freddo, gennaio, di +6,1 °C ed una temperatura media del mese più caldo, agosto, di +22,7 °C.
Le precipitazioni medie annue si aggirano attorno ai 900 mm, mediamente distribuite in 89 giorni, con un picco autunnale ed un massimo secondario primaverile
.
| Pomarance Larderello  | Mesi  | Mesi  | Mesi  | Mesi  | Mesi  | Mesi  | Mesi  | Mesi  | Mesi  | Mesi  | Mesi  | Mesi  | Stagioni | Stagioni | Stagioni | Stagioni | Anno |
| Pomarance Larderello  | Gen   | Feb   | Mar   | Apr   | Mag   | Giu   | Lug   | Ago   | Set   | Ott   | Nov   | Dic   | Inv      | Pri      | Est      | Aut      | Anno |
| --------------------- | ----- | ----- | ----- | ----- | ----- | ----- | ----- | ----- | ----- | ----- | ----- | ----- | -------- | -------- | -------- | -------- | ---- |
| T. max. media (°C)    | 9,3   | 10,4  | 13,0  | 16,7  | 21,4  | 25,4  | 28,7  | 28,6  | 24,5  | 19,0  | 13,5  | 9,8   | 9,8      | 17,0     | 27,6     | 19,0     | 18,4 |
| T. min. media (°C)    | 2,9   | 3,3   | 4,6   | 6,9   | 10,5  | 13,8  | 16,5  | 16,7  | 14,1  | 10,3  | 6,7   | 3,3   | 3,2      | 7,3      | 15,7     | 10,4     | 9,1  |
| Precipitazioni (mm)   | 76    | 83    | 76    | 61    | 70    | 52    | 42    | 51    | 70    | 114   | 118   | 79    | 238      | 207      | 145      | 302      | 892  |
| Giorni di pioggia     | 9     | 9     | 9     | 8     | 8     | 6     | 4     | 4     | 6     | 8     | 10    | 8     | 26       | 25       | 14       | 24       | 89   |
| Vento (direzione-m/s) | E 4,4 | E 4,3 | E 4,4 | E 4,5 | E 4,0 | E 3,8 | E 4,0 | E 4,0 | E 3,8 | E 4,0 | E 4,6 | E 4,5 | 4,4      | 4,3      | 3,9      | 4,1      | 4,2  |

### Temperature estreme mensili dal 1924 al 2000
Nella tabella sottostante sono riportati i valori delle temperature estreme mensili registrate presso la stazione meteorologica dal 1924 al 2000. Nel periodo esaminato la temperatura minima assoluta ha toccato i -11,2 °C nel gennaio 1985, mentre la massima assoluta ha raggiunto i +41,0 °C nel luglio 1983.
| Pomarance Larderello (1924-2000) | Mesi         | Mesi         | Mesi        | Mesi        | Mesi        | Mesi        | Mesi        | Mesi        | Mesi        | Mesi        | Mesi        | Mesi        | Stagioni | Stagioni | Stagioni | Stagioni | Anno  |
| Pomarance Larderello (1924-2000) | Gen          | Feb          | Mar         | Apr         | Mag         | Giu         | Lug         | Ago         | Set         | Ott         | Nov         | Dic         | Inv      | Pri      | Est      | Aut      | Anno  |
| -------------------------------- | ------------ | ------------ | ----------- | ----------- | ----------- | ----------- | ----------- | ----------- | ----------- | ----------- | ----------- | ----------- | -------- | -------- | -------- | -------- | ----- |
| T. max. assoluta (°C)            | 20,2 (1999)  | 23,8 (1991)  | 25,0 (1991) | 28,5 (1993) | 32,8 (1993) | 35,2 (1935) | 41,0 (1983) | 39,8 (1998) | 36,0 (1949) | 29,8 (1986) | 24,8 (1999) | 19,0 (1930) | 23,8     | 32,8     | 41,0     | 36,0     | 41,0  |
| T. min. assoluta (°C)            | −11,2 (1985) | −11,0 (1991) | −8,8 (1971) | −2,0 (1956) | 0,3 (1957)  | 6,0 (1955)  | 7,3 (1978)  | 9,0 (1995)  | 5,2 (1971)  | −2,0 (1997) | −4,5 (1973) | −7,8 (1939) | −11,2    | −8,8     | 6,0      | −4,5     | −11,2 |